# Casa de portes adovellades al carrer Major d'Oix
La Casa de portes adovellades al carrer Major d'Oix és una obra d'Oix, al municipi de Montagut i Oix (Garrotxa), inclosa a l'Inventari del Patrimoni Arquitectònic de Catalunya.

## Descripció
Casa situada al final del carrer Major d'Oix, de planta rectangular i teulat a dues aigües amb els vessants vers les façanes principals. Als baixos té una àmplia porta principal i una altra, més petita, al seu costat, totes dues adovellades. A la banda dreta de l'edifici hi ha una altra porta d'accés feta de carreus ben tallats i llinda sense inscripció. Al primer pis hi ha dos senzills balcons amb llindes de fusta i al pis superior, dues finestres realitzades amb el mateix sistema constructiu.
El parament de l'edifici restaurat va ser fet amb pedra poc treballada del país.

## Història
Hem inclòs aquest edifici dins el Patrimoni Arquitectònic pel fet que les dues boniques portes d'ingrés, realitzades amb dovelles ben tallades, no són originals d'aquesta casa i foren incorporades en el decurs de les obres de restauració. De fet, dites pedres formaven part de la porta d'entrada al recinte fortificat del poble d'Oix que encara es conservava dempeus a principis del segle xx.